# Emerson Mauricio
Emerson Saúl Mauricio Aquino (27 de agosto de 2002), más conocido como Emerson Mauricio, es un futbolista profesional salvadoreño que juega como delantero en el Alianza.

## Carrera
Mauricio fue titular con Alianza F.C. en la final del Clausura 2024. Anotó cuatro goles en el partido contra el Municipal Limeño para asegurar el decimoctavo título del club. Su primer gol llegó a los nueve minutos de la victoria final por 5-0. Mauricio fue nombrado el MVP del partido y se convirtió en el primer jugador de la historia en marcar cuatro goles en la final de la competición. A continuación, formó parte de la plantilla de Alianza que compitió en la Copa Centroamericana de Concacaf 2024. El club fue eliminado en la fase de grupos, a pesar de los goles de Mauricio contra LA Firpo y Alajuelense.

### Carrera internacional
Mauricio representó a El Salvador a nivel juvenil en el Campeonato Sub-17 de la Concacaf de 2019 y marcó cinco goles en cinco partidos. Posteriormente representó al país en los Juegos Centroamericanos y del Caribe de 2023 en los que capitaneó a la selección sub-23. Dio la asistencia en el gol de Luis Vásquez que supuso el empate a uno con México.
Mauricio debutó con la selección absoluta el 7 de septiembre de 2023 en un partido de la Liga de Naciones A de la CONCACAF 2023-24 contra Guatemala. Como máximo goleador de la liga para Allianza, fue convocado al año siguiente para los partidos de la Liga de Naciones B de la CONCACAF 2024-25 contra Montserrat y Bonaire. Anotó en ambos partidos, incluido el gol de la victoria contra Bonaire.

### Final Alianza FC vs CD Municipal Limeño
Emerson Mauricio pasaría a la historia del fútbol salvadoreño luego de marcar 4 goles en una final que Alianza terminaría ganando 5 - 0 contra C.D. Municipal Limeño 
A los 9 minutos Emerson marcaría el primer tanto del partido contra el club Limeño que ya lo perdía por 1 - 0. 12 minutos (min. 21) luego del primer tanto, Ever Alvarado se haría expulsar luego de una falta sobre Emerson Mauricio quien fuese derribado cortando una jugada clara de gol. Al minuto 28 Emerson Mauricio utilizaría su instinto goleador y aparecería con un nuevo tanto sumando así el 2 - 0 a favor de alianza, antes de finalizar el primer tiempo aparacería nuevamente Emerson Mauricio con su tercer gol, Municipal Limeño caía por 3 - 0 antes del descanso. En el segundo tiempo Alianza marcaría el cuarto tanto por medio de un tiro libre luego de una falta de Lizandro Claros del equipo Limeño y Henry Romero sería el encargado de hacer efectivo el tiro libre y pondría el marcador 4 - 0, al minuto 66 Emerson Mauricio aparecería una vez más concretando su póker de goles, se convertiría en el primer jugador en lograr dicha hazaña en el futbol salvadoreño marcando 4 goles en una final. 

## Clubes
Actualizado al último partido jugado el 25 de mayo de 2025.
| Alianza Fútbol Club · El Salvador           | 1.ª                 | 2021-22             | 16  | 3  | - | - | - | - | 16  | 3  |
| Alianza Fútbol Club · El Salvador           | 1.ª                 | 2022-23             | 25  | 5  | - | - | 2 | 1 | 27  | 6  |
| Alianza Fútbol Club · El Salvador           | 1.ª                 | 2023-24             | 40  | 18 | - | - | - | - | 40  | 18 |
| Alianza Fútbol Club · El Salvador           | 1.ª                 | 2024-25             | 36  | 17 | - | - | 4 | 2 | 40  | 19 |
| Alianza Fútbol Club · El Salvador           | 1.ª                 | 2025-26             |     |    |   |   |   |   |     |    |
| Alianza Fútbol Club · El Salvador           | Total               | Total               | 117 | 43 | 0 | 0 | 6 | 3 | 123 | 46 |
| Total en su carrera                         | Total en su carrera | Total en su carrera | 117 | 43 | 0 | 0 | 6 | 3 | 123 | 46 |
| (2) No incluye goles en partidos amistosos. |                     |                     |     |    |   |   |   |   |     |    |

### Selección nacional
| Selección                                      | Año                 | Partidos | Goles |
| ---------------------------------------------- | ------------------- | -------- | ----- |
| El Salvador Sub-17                             |                     |          |       |
| 2019                                           | 5                   | 5        |       |
| El Salvador Sub-23                             |                     |          |       |
| 2023                                           | 4                   | 0        |       |
| Total en su carrera                            | Total en su carrera | 9        | 5     |
| El Salvador                                    |                     |          |       |
| 2023                                           | 3                   | 0        |       |
| 2024                                           | 3                   | 2        |       |
| Total en su carrera                            | Total en su carrera | 6        | 2     |
| Estadísticas hasta el 9 de septiembre de 2024. |                     |          |       |